# Online-Findmittel
Online-Findmittel sind Verzeichnisse von Archivalien, die mit Hilfe unterschiedlicher Archivsoftware in einem Archiv erstellt wurden und eine Online-Recherche im Internet erlauben.

## Online-Findmittel und Online-Findbücher
Beide Begriffe werden oft synonym verwendet bzw. Online-Findmittel als Oberbegriff. Im engeren Sinne entspricht der Unterschied zwischen dynamischen Online-Findmitteln und statischen Online-Findbüchern dem Unterschied zwischen „analogen“ Findmitteln und Findbüchern. Die Verzeichnungsdatenbank der hessischen Staatsarchive Arcinsys ist ein Online-Findmittel in Reinform. Hier werden keine abgeschlossenen Findbücher mehr erstellt, sondern die gesamte Datenbank mit ihren zum Teil ständig anwachsenden Beständen wird sekundenaktuell im Internet abgebildet und kann dort von interessierten Archivbenutzern durchsucht werden. Im Gegensatz dazu produziert zum Beispiel das Bundesarchiv aus abgeschlossenen Beständen Findbücher, die dann online publiziert werden. 
Beide Methoden erleichtern den Zugang zu den Archivalien und die Recherche vor dem Besuch eines Archivs. Jede Form hat Vor- und Nachteile. Online-Findbücher bieten dem Benutzer den Komfort eines abgeschlossenen Bestandes mit Einleitung und Gliederung, machen aber Bestände, die noch erschlossen werden, nicht zugänglich. Online-Findmittel bilden im Idealfall den aktuellen Stand der Erschließung ab, der Benutzer muss dann aber auch in Beständen recherchieren, die noch nicht gegliedert oder noch nicht mit einer Einleitung bzw. Bestandsbeschreibung versehen sind. Andererseits finden sich in vielen Archiven auch Bestände, die bereits vor langer Zeit erschlossen wurden, deren Findbücher aber aus Personalmangel noch nicht in die Online-Findmittel eingearbeitet wurden, so dass dieses nicht alle vorhandenen und erfassten Bestände abbildet. 
Darüber hinaus kann es allerdings auch notwendig sein, bestimmte Informationen nicht im Online-Findmittel zu veröffentlichen, etwa zu Archivalien, die personenbezogene Daten enthalten und daher noch einer Sperrfrist unterliegen. Hier würde in vielen Fällen schon die bloße Veröffentlichung des Titels eine Preisgabe solcher geschützter Informationen bedeuten, weswegen Angaben zu diesen Unterlagen vor Ablauf der Sperrfrist nur bei berechtigtem Interesse des Benutzers gemacht werden sollten.